# Arve-dalen
Arve-dalen (fransk: Vallée de l'Arve) er en dal langs Arve-floden i de franske alper i Haute-Savoie-departementet (Auvergne-Rhône-Alpes regionen) i Frankrig. Floden Arve giver navn til Arve-dalen. Arve-dalens øverste del benævnes nogen gange "Chamonix-dalen".
Ved foden af dalen er byen Sallanches udgangspunkt for Arve-dalen. Dalen går mod vest mod byen Passy, og videre op i terrænet til byen Servoz, og videre op i terrænet til Les Houches og endelig til den sidste større by i dalen Chamonix. Dalen fortsætter til Argentiére og sidst til byen Vallorcine. Der er i dalens øverste del vejtunnellen Mont Blanc til Italien og via bjergpasset Col de Montets adgang til Schweiz.

## Lokaliteter i dalen
Byen Chamonix ligger i dalens øvre del. Der er jernbane i dalen. Mont Blanc-tunnellen til Italien gør dalen til en vigtig vejforbindelse. Europavej E25 fra Geneve til Italien. På grund af tunnellens hurtige adgang til Aosta-dalen i Italien, er der i dalen meget tung trafik i form af lastbiler.
I dalen er der adskillige store gletsjere. Det er blandt andet:
- Mer de Glace[11]
- Glacier de Leschaux[12]

- Glacier d'Argentière[13]
- Glacier des Bossons[14]
- Glacier du Tour[15]
- Glacier du Taconnaz[16]
- Glacier des Bionnassay[17]

I dalen ligger bjergmassivet Massif du Mont Blanc.

## Bjergpas og bjerge
Øverst i dalen går bjergpasset Col des Montets mod byen Martigny i Schweiz.
Flere toppe i dalen er over 4.000 m.o.h. høje. Det er bl.a.:
- Mont Blanc
- Dôme du Goûter (4.304 m.o.h.)[19][20]
- Mont Blanc Du Tacul (4.248 m.o.h.)[21][22]
- Grandes Jorasses (4.208 m.o.h.)[23][24] (Femte højeste bjerg i Frankrig[25])
- Aguille Verte (4.122 m.o.h.)[26][27] (Sjette højeste bjerg i Frankrig[25])
- Aiguille de Bionnassay (4.052 m.o.h.)[28][29]

## Galleri
- Begyndelsen på dalen ved Sallanches
- View mod øvre del af Arve-dalen
- Chamonix set fra syd
- Dalen set fra byen Flégère
- Mont Blanc og Dome de Gouter

## Sidedale
Der er en mindre sidedal til Arve-dalen, som hedder Val Montjoie
Dalen går til byen Les Contamines Montjoie. I sidedalen ligger også byen Saint-Gervais-les-Bains.

## Bifloder og vandløb
Blandt bifloder, der løber ind i floden Arve i dalen er:
- Le Bisme[34][35]
- L'Arveyron[36][37]
- Torrent des Allieres[38][39]
- Le Souay[40]
- Nant Noir[41][42]
- Nant Bordon[43][44]
- Nant Ferney[45][46]
- Le Bon Nant[47][48]
- L'Ugine[49][50]
- Le Baille[51][52]
- La Sallanche[53][54]